# Каско де Лара Кастро, Кармен
Кармен Каско де Лара Кастро (исп. Carmen Casco de Lara Castro; 17 июня 1918 — 8 мая 1993) — парагвайская учительница, политическая и общественная деятельница, защитница прав женщин и прав человека. Основала одну из первых независимых правозащитных организаций в Латинской Америке и боролась как за равноправие для женщин, так и за прекращение государственного террора диктатуры Альфредо Стресснера. Сыграла важную роль в принятии законов о равной оплате труда и материнстве, а также добилась отмены законов, ограничивающих основные права и свободы.

## Биография
Каско родилась во влиятельной семье, получила педагогическое образование и преподавала с конца 1930-х по 1965 год. Была с мужем сторонницей Либеральной партии. Став свидетельницей опустошительных событий двух войн, Каско, многие из родственников которой были отправлены в изгнание, принялась за работу над облегчением страданий находящихся в более стеснённом положении, чем она. Первоначально она занялась вопросами, касающимися женщин (с 1946 года) и политических заключенных. В 1953 году выступила соучредительницей Культурного института для помощи женщинам (Intituto Cultural de Amparo a la Mujer), однако тот вскоре был разогнан новым диктатором Альфредо Стресснером, а его участницы преобразовали её в Женский отдел Либеральной партии, находящейся на нелегальном положении в однопартийном режиме партии Колорадо.
Хотя в 1961 году удалось добиться избирательного права для женщин, однако это время в Парагвае характеризовалось репрессиями и насилием, и в 1962 году Каско вместе с Марией Кампос Сервера, Марией Еленой де Перес, Марией дель Пино и Беатрис Мендес де Прието Каско основали ещё одну организацию — Amparo a la Mujer (Прибежище для женщин), а ещё через год под её началом был запущен женский журнал Cuñatai. В 1965 году Каско возглавила Первый либеральный феминистский конгресс.
Когда она была избрана членом Конституционной ассамблеи 1967 года, то добивалась включения основных прав человека в новую Конституцию Парагвая. Одна из основателей Комиссии по защите прав человека Парагвая, она стала её президентом и занимала этот пост до самой смерти. Не имея возможности привлечь к ответственности тех, кто нарушал чужие свободы, организация сосредоточилась на оказании помощи жертвам, а также собрала информацию о тех, кто был подвергнут насильственному исчезнованию.
Избранная членом Палаты депутатов в 1968 году от Радикальной либеральной партии (на базе которой в 1978 году создаст с единомышленниками Аутентичную радикальную либеральную партию, пригласив к объединению разные оппозиционные группы), Каско была ярой противницей диктаторского режима и стала объектом государственного надзора, слежки, тюремного заключения и запугивания. Она проработала в парламенте до 1977 года, когда подала в отставку в знак протеста против поправки к Конституции, которая предоставила Стресснеру неограниченные сроки пребывания на посту президента.
Вместе с активистами организации «Парагвайская молодежь за права человека» добилась к Рождеству 1978 года освобождения политических заключенных из концлагеря «Эмбоскада», включая Антонио Майдану и других членов Парагвайской коммунистической партии, арестованных за организацию всеобщей забастовки 1958 года. В 1979 году Каско была исключена из Радикально-либеральной партии и предстала перед судом. Несмотря на попытки запугать её, Каско провела ещё два Конгресса по правам человека в 1982 и 1987 годах, регулярно участвовала в работе Межамериканской комиссии по правам человека и много путешествовала по миру, пытаясь донести информацию о нарушениях прав человека в Парагвае до международного сообщества, чтобы оно могло оказать давление на правительство с целью прекратить репрессии против граждан (так, в 1980 году она езила в Лондон по приглашению Либерального Интернационала, а в 1981 году была арестована после возвращения из поездки в Германию, как и в 1988 году после поездки в Испанию.
Когда Стресснер был свергнут в 1989 году, она была избрана сенатором и занимала этот пост до конца своей жизни. В 1992 году, когда были обнародованы полицейские «Архивы террора», она председательствовала в сенатском расследовании этих записей и участия парагвайских спецслужб в Операции «Кондор». Комиссия обнаружила, что Национальный директорат по техническим вопросам (DNAT) Антонио Кампоса Алума и его незаконные центры содержания продолжают работать и после падения диктатуры, после чего добилась их закрытия. В том же году Каско была удостоена награды Организации Объединенных Наций за вклад в защиту прав человека и человечества.
Каско умерла в 1993 году, но её помнят за солидный послужной список в области прав человека. Её имя носят школы и памятники в Парагвае, а её изображение украшает марку, выпущенную в 2000 году.